# Saint-Paul (Gironde)
Saint-Paul ist eine französische Gemeinde mit 1.032 Einwohnern (Stand: 1. Januar 2022) im Département Gironde in der Region Nouvelle-Aquitaine (vor 2016: Aquitanien). Sie gehört zum Arrondissement Blaye und zum Kanton L’Estuaire. Die Einwohner werden Saint-Paulais genannt.

## Geographie
Saint-Paul liegt fünf Kilometer östlich des Ästuars der Gironde, etwa 34 Kilometer nördlich von Bordeaux. Umgeben wird Saint-Paul von den Nachbargemeinden Mazion, Cartelègue und Campugnan im Norden, Générac im Nordosten, Saint-Girons-d’Aiguevives im Osten, Berson im Südosten und Süden, Cars im Süden und Südwesten, Saint-Martin-Lacaussade im Südwesten und Westen sowie Saint-Seurin-de-Cursac im Westen und Nordwesten.
Durch die Gemeinde führt die frühere Route nationale 137 (heutige D137).

## Bevölkerungsentwicklung
| Jahr                       | 1962 | 1968 | 1975 | 1982 | 1990 | 1999 | 2006 | 2013 | 2020 |
| Einwohner                  | 807  | 750  | 704  | 777  | 831  | 859  | 869  | 942  | 996  |
| Quellen: Cassini und INSEE |      |      |      |      |      |      |      |      |      |

## Sehenswürdigkeiten

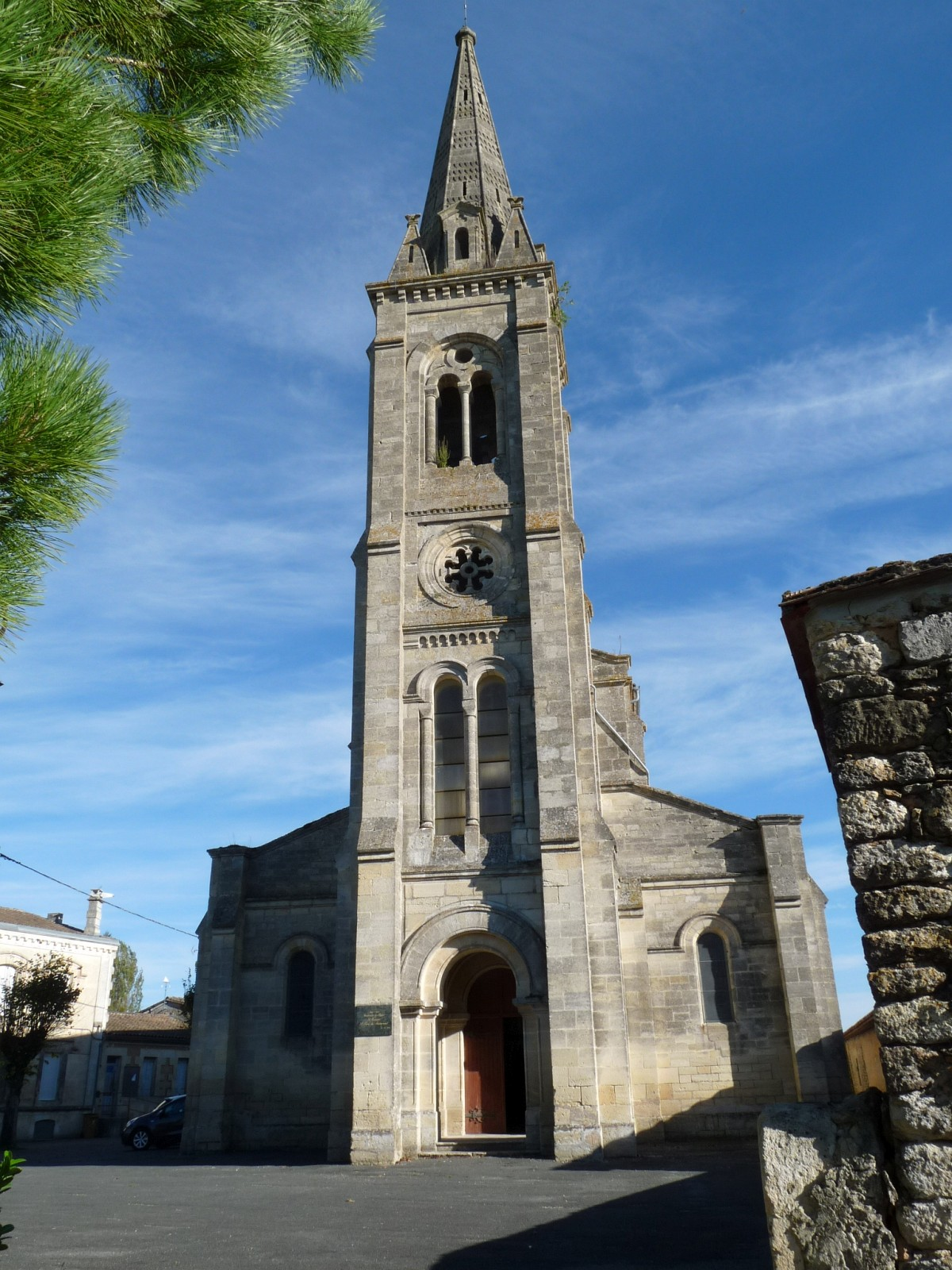
Kirche Saint-Eutrope
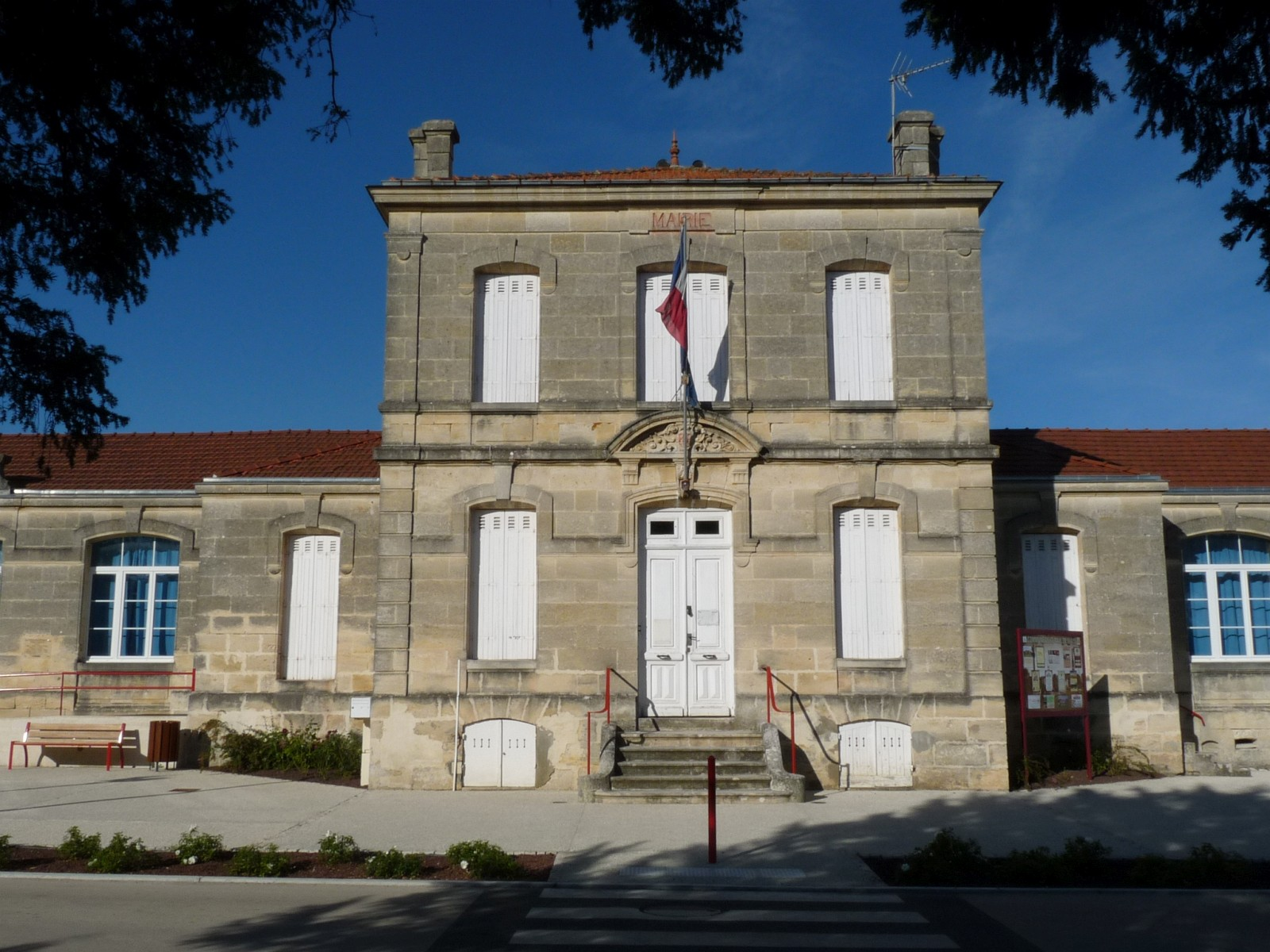
Altes Rathaus
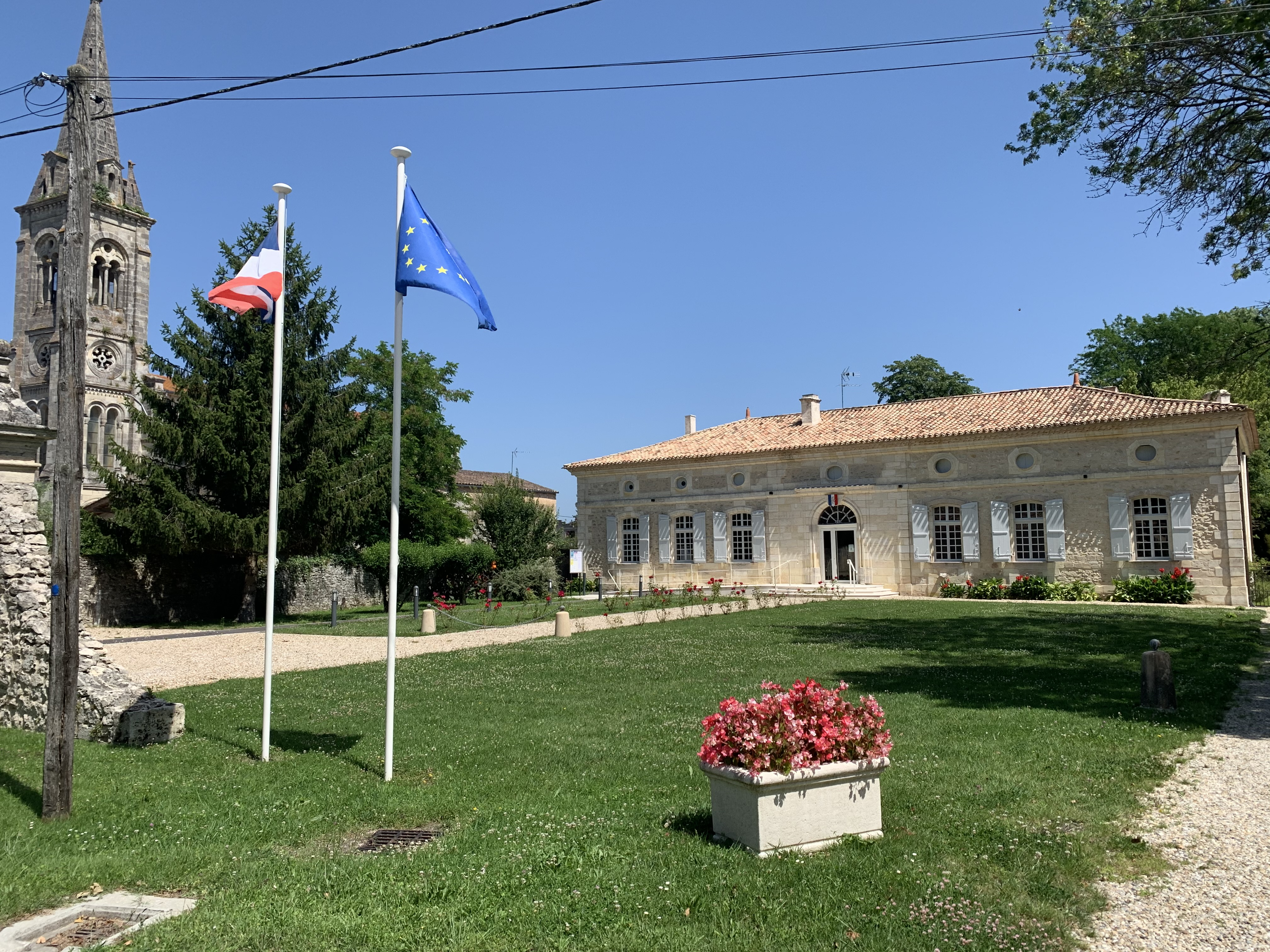
Neues Rathaus

- Kirche Saint-Eutrope
- Altes Rathaus
- Neues Rathaus